# Brighten
Brighten é o terceiro álbum solo de Jerry Cantrell, vocalista e guitarrista da banda Alice In Chains, lançado em 29 de outubro de 2021. O primeiro single, "Atone", foi lançado em 29 de julho de 2021. Brighten é o primeiro álbum solo de Cantrell em 19 anos, desde Degradation Trip Volumes 1 & 2 de 2002. Além de cantar, Cantrell também tocou guitarra, baixo e teclado no álbum. Cantrell produziu o álbum junto com Tyler Bates. Também participam do álbum os músicos Duff McKagan no baixo, Gil Sharone na bateria, Greg Puciato nos backing vocals, Abe Laboriel Jr. na bateria, Tyler Bates na guitarra, instrumentos de corda e percussão, Vincent Jones no piano, teclados e cordas, Jordan Lewis no piano, e Michael Rozon na guitarra pedal steel. A última faixa é um cover de "Goodbye" de Elton John, que foi aprovada pelo próprio cantor.

## Gravação
Em 24 de janeiro de 2020, durante uma entrevista para People TV no tapete vermelho da cerimônia MusiCares Person of the Year, Cantrell anunciou que estava trabalhando em um novo álbum solo. As gravações começaram em 10 de março de 2020 no estúdio Dave's Room Recording Studio em North Hollywood, Califórnia. Em 4 de março de 2021, Cantrell anuncicou em sua página no Instagram que ele tinha finalizado o álbum. Em 29 de junho de 2021, após fotos de baixa qualidade de uma gravação de videoclipe serem vazadas no Instagram, foi revelado que o baixista do Guns N' Roses, Duff McKagan teria uma participação no novo álbum solo de Cantrell. Em uma das imagens, McKagan aparecia num estúdio tocando baixo. Cantrell confirmou a participação de McKagan no dia seguinte compartilhando em seu Instagram algumas fotos dos bastidores da filmagem do videoclipe, que também mostravam Gil Sharone na bateria e Greg Puciato na guitarra e vocais no set de filmagem.
Em 28 de julho de 2021, Cantrell compartilhou em suas redes sociais um teaser trailer anunciando que uma nova canção e vídeo com o título "Atone" seriam lançados no dia 29 de julho. O videoclipe teve sua estreia exclusiva no site da revista Rolling Stone.

## Lançamento
Brighten foi lançado em 29 de outubro de 2021, e estava disponível para pré-venda em CD, vinil, streaming e download digital no site oficial de Jerry Cantrell.

## Faixas
| N.º            | Título                          | Compositor(es) | Duração |  |
| 1.             | "Atone"                         | Jerry Cantrell | 4:13    |  |
| 2.             | "Brighten"                      |                |         |  |
| 3.             | "Prism of Doubt"                |                |         |  |
| 4.             | "Black Hearts and Evil Done"    |                |         |  |
| 5.             | "Siren Song"                    |                |         |  |
| 6.             | "Had to Know"                   |                |         |  |
| 7.             | "Nobody Breaks You"             |                |         |  |
| 8.             | "Dismembered"                   |                |         |  |
| 9.             | "Goodbye" (cover de Elton John) | Elton John     |         |  |
| Duração total: | Duração total:                  | Duração total: | 41:00   |  |